# Sphenorhina
Sphenorhina is een geslacht van halfvleugeligen uit de familie schuimcicaden (Cercopidae). De wetenschappelijke naam van dit geslacht is voor het eerst geldig gepubliceerd in 1843 door Amyot & Serville.

## Soorten
Het geslacht Sphenorhina omvat de volgende soorten:
- Sphenorhina albifascia Walker, 1858
- Sphenorhina assimilis Walker, 1858
- Sphenorhina bivitta Walker, 1858
- Sphenorhina boliviana (Jacobi, 1908)
- Sphenorhina clarivenosa (Jacobi, 1908)
- Sphenorhina claviformis (Jacobi, 1908)
- Sphenorhina colombiana Lallemand, 1938
- Sphenorhina confusa Nast, 1949
- Sphenorhina conspicua Distant, 1879
- Sphenorhina coronata Lallemand, 1938
- Sphenorhina croceofasciata Lallemand, 1924
- Sphenorhina cruciata Walker, 1858
- Sphenorhina cygnus Nast, 1949
- Sphenorhina decernens Walker, 1858
- Sphenorhina digitata Nast, 1949
- Sphenorhina discors (Jacobi, 1942)
- Sphenorhina distans Nast, 1949
- Sphenorhina distinguenda Walker, 1858
- Sphenorhina emerita (Jacobi, 1908)
- Sphenorhina fallaciosa Lallemand, 1938
- Sphenorhina femorata Nast, 1949
- Sphenorhina fissurata Lallemand, 1938
- Sphenorhina galbana (Jacobi, 1908)
- Sphenorhina hebes (Distant, 1909)
- Sphenorhina illuminatula (Breddin, 1904)
- Sphenorhina imperans (Fowler, 1897)
- Sphenorhina inflexa Nast, 1949
- Sphenorhina insularis Lallemand, 1928
- Sphenorhina intricata Lallemand, 1938
- Sphenorhina latifascia Walker, 1851
- Sphenorhina lemoulti Lallemand, 1924
- Sphenorhina lineata Walker, 1851
- Sphenorhina lineolata Amyot & Serville, 1843
- Sphenorhina liturata (Le Peletier de Saint-Fargeau & Serville, 1825)
- Sphenorhina nicaraguana Nast, 1949
- Sphenorhina nigrotaenia Lallemand, 1924
- Sphenorhina nigrotarsis Signoret, 1853
- Sphenorhina noctua (Distant, 1909)
- Sphenorhina normandiae Lallemand, 1924
- Sphenorhina nox (Breddin, 1904)
- Sphenorhina nuptialis (Stål, 1864)
- Sphenorhina ornatipennis (Stål, 1864)
- Sphenorhina pallifascia Walker, 1858
- Sphenorhina panamensis Nast, 1949
- Sphenorhina parambae (Jacobi, 1908)
- Sphenorhina phalerata (Jacobi, 1908)
- Sphenorhina puncta Nast, 1949
- Sphenorhina quadrifera (Jacobi, 1908)
- Sphenorhina quezaltana Nast, 1949
- Sphenorhina relata Nast, 1949
- Sphenorhina rubra (Linné, 1758)
- Sphenorhina ruida Distant, 1893
- Sphenorhina secundaria Nast, 1949
- Sphenorhina septemnotata Distant, 1878
- Sphenorhina sericea Lallemand, 1931
- Sphenorhina similis Walker, 1858
- Sphenorhina translucida Lallemand, 1924
- Sphenorhina tucurricae Lallemand, 1924
- Sphenorhina tullia Distant, 1893
- Sphenorhina turpior (Fowler, 1897)
- Sphenorhina varians (Stål, 1864)
- Sphenorhina victoriae Lallemand, 1924